# Utesjö
Utesjö är en sjö i Mölndals kommun i Halland och ingår i Kungsbackaån-Göta älvs kustområde. Utesjö ligger i Sandsjöbacka Natura 2000-område.